# Ausgerechnet Alaska
Ausgerechnet Alaska (Originaltitel: Northern Exposure) ist eine US-amerikanische Fernsehserie aus den Jahren 1990 bis 1995, die aufgrund ihrer ungewöhnlichen Darstellung und des lakonischen Humors großen Erfolg hatte. Schauplatz der Serie war die fiktive Kleinstadt Cicely in Alaska. Die Außenaufnahmen fanden vor allem in der Stadt Roslyn (Washington) statt.

## Figuren
Im Mittelpunkt der Serie steht Dr. Joel Fleischman, ein junger jüdischer Arzt aus New York, der für vier Jahre in der kleinen Ortschaft Cicely praktizieren muss, da der Staat Alaska ihm sein Medizinstudium finanziert hat.
Weitere wichtige Figuren, die im Laufe der Serie auftauchen, sind:
- Mary Margaret „Maggie“ O’Connell, entschlossene und unabhängige Buschpilotin, deren Liebhaber alle bei äußerst bizarren Unfällen umgekommen sind (u. a. von einem Satelliten erschlagen, von einer Ölplattform gefallen und ertrunken, auf einem Raketentestgelände falsch abgebogen, bei einer Bergwanderung eingeschlafen und erfroren) und die durch eine Hassliebe mit Fleischman verbunden ist;
- Maurice J. Minnifield, Ex-Mercury-Astronaut, alternder Millionär, Unternehmer und All-American-Hero, der aus Cicely die neueste Boomtown machen will;
- Holling Gustaf Vincoeur, Barbesitzer, lange Jahre Bürgermeister, Freund von Maurice – bis er ihm Shelly ausspannte; verheiratet mit Shelly.
- Edward „Ed“ Chigliak, indianischer Filmemacher.
- Shelly Marie Tambo Vincoeur, ehemalige Miss Nordwestpassage, Freundin und später Frau von Holling;
- Christopher „Chris“ Stevens, philosophischer Radiomoderator, Aushilfspriester und Ex-Sträfling;
- Marilyn Whirlwind, indianische Sprechstundenhilfe von Dr. Fleischman;
- Ruth-Anne Miller, Ladenbesitzerin und Teilzeit-Arbeitgeberin von Ed;
- Adam, barfüßiger Einsiedler und Koch;
- Eve, Adams Ehefrau
- Officer Barbara Semanski, energische und kräftige Polizistin, spätere Verlobte von Maurice Minnifield
- Mike Monroe, Wissenschaftler und Forscher, extremer Allergiker, ist für einige Zeit mit Maggie O’Connell zusammen

## Besonderheiten der Serie
Die Serie zeichnet sich dadurch aus, dass sie den Figuren neben einer individuellen Geschichte auch eine persönliche Entwicklung erlaubt. So wandelt sich der eingefleischte New Yorker Arzt und 'Großstadtneurotiker' im Laufe der Zeit zu einem Menschen, der in einer eingeschworenen Dorfgemeinschaft durchaus einen Platz findet. Vom Zuschauer forderten die Geschichten manchmal etwas Fantasie; es gibt immer wieder Traumsequenzen und Ed wird in einigen Folgen von „Einem der Wartet“ begleitet, einem Indianer, der bereits seit langem verstorben ist. Dass dieser daher unsichtbar ist, hindert keine der anderen Figuren, dessen Gegenwart zu akzeptieren. In anderen Folgen wird Ed von seinem kleinen grünen Dämon „mangelndes Selbstvertrauen“ begleitet oder sieht Figuren aus dem Fellini-Film Fellinis Roma.
Insgesamt wird ein Bild einer kleinen und skurrilen Gemeinde gezeichnet, deren Bewohner mit allerlei Eigenheiten und Marotten daherkommen.

## Ausstrahlung in Deutschland

### Erstausstrahlungen
Insgesamt umfasst die Serie Northern Exposure sechs Staffeln mit insgesamt 110 Folgen. Unter dem Titel Ausgerechnet Alaska wurde sie ab dem 10. Juni 1992 am Mittwochabend um 23:00 Uhr bei dem Privatsender RTL ausgestrahlt. Der ohnehin schon späte Sendetermin wurde ab der dritten Staffel um eine weitere Stunde nach hinten verschoben, sodass die Serie ab dann erst gegen Mitternacht ausgestrahlt wurde. Die Ausstrahlung der vierten Staffel wurde im Dezember 1993 mitten in der Handlung abgebrochen.
Nach dem vorläufigen Ende der Serie bei RTL war Ausgerechnet Alaska ab dem 5. Januar 1994 bei dem ebenfalls zur RTL Group gehörenden Sender VOX nochmals von Anfang an zu sehen. Die erste Staffel wurde immer mittwochs um 21:00 Uhr, die zweite immer dienstags um 23:00 Uhr ausgestrahlt. Staffel drei und vier waren dann immer donnerstags gegen Mitternacht zu sehen. Die vierte Staffel war auf VOX mit einer Ausnahme erstmals komplett zu sehen. Folge Nr. 53 (Verschollen im Dschungel der Großstadt, Originaltitel Learning Curve) wurde offenbar versehentlich nicht gezeigt, weil zur geplanten Erstausstrahlung die bereits gezeigte Folge der Vorwoche erneut gesendet wurde. Die Serie lief bei VOX bis Juli 1995.
Nach rund einjähriger Pause war ab Oktober 1996 die fünfte Staffel von Ausgerechnet Alaska im sonntäglichen Vormittagsprogramm von RTL zu sehen, die sechste und letzte Staffel wurde in der Nacht von Sonntag auf Montag nach 1:00 Uhr ausgestrahlt. Diese beiden Staffeln wurden im Jahre 1998 im Vorabendprogramm des Senders RTL II wiederholt.
Die Sendung erreichte in Deutschland nie den Erfolg, den sie in den USA hatte, nicht zuletzt bedingt durch einen sehr späten Sendetermin und ständig wechselnde Sendeplätze. Während sich in den USA sehr schnell eine Reihe von Fan-Gruppen bildete, blieb die Serie in Deutschland vergleichsweise unbekannt.

### Bemühungen um eine Wiederholung
Nach der Ausstrahlung der Serie auf verschiedenen Sendern der RTL Group war Ausgerechnet Alaska lange Zeit nicht mehr im deutschen Fernsehen zu sehen. Der neu gestartete Privatsender Das Vierte kündigte an, ab dem 30. September 2005 alle 110 Folgen der Serie zu wiederholen. Die Sendezeit war ab dem 30. September 2005 zunächst um 6:00 Uhr, ab Ende Oktober 2005 um 16:00 Uhr und seit dem 14. November 2005 um 13:00 Uhr. Für viele Zuschauer via Kabelfernsehen waren die Folgen nicht zu empfangen, da der Senderplatz erst ab 16:00 Uhr beziehungsweise 16:30 Uhr auf das Programm des Vierten umgeschaltet wurde. Erstmals zu sehen war die in den 1990er-Jahren nicht ausgestrahlte Episode Verschollen im Dschungel der Großstadt. Nachdem die Ausstrahlung der Serie zum Ende des Jahres 2005 eingestellt worden war, waren ab dem 1. Mai 2006 die ersten Folgen der Serie erneut zu sehen. Nach nicht einmal drei Wochen stellte der Sender die Ausstrahlung jedoch wieder ein.
Obwohl der Sender mehrfach beteuerte, die Senderechte aller sechs Staffeln zu besitzen, zeigte Das Vierte die Serie nur bis zum Ende der vierten Staffel und stellte die Ausstrahlung dann mit dem Verweis auf zu schlechte Einschaltquoten ein. Erst Monate später stellte sich heraus, dass Das Vierte die Lizenzen für die fünfte und sechste Staffel nie besessen hatte.
Seit Dezember 2009 war die Serie auf dem digitalen Bezahlsender TNT Serie (u. a. über Sky und Kabel Deutschland zu empfangen) im Vormittagsprogramm zu sehen. Nachdem der Sender lange Zeit nur die ersten vier Staffeln kontinuierlich wiederholte, lief seit dem 8. Februar 2011 auch die fünfte Staffel.
Von Anfang April 2015 bis Mitte Juli 2015 wurde die erste und ein Teil der zweiten Staffel auf ProSieben Maxx ausgestrahlt.
Seit 4. Januar 2025 wird die Serie von Nitro ausgestrahlt.

## DVD
Als DVD-Veröffentlichung in deutscher Sprache ist bis November 2015 nur die aus acht Folgen bestehende erste Staffel der Serie erhältlich gewesen, da von der deutschen Synchronfassung der Serie nur eine komplette Tonspur vorliegt, in der Dialoge und die verwendete Hintergrundmusik zusammengemischt sind. Voraussetzung für eine DVD-Veröffentlichung ist eine Lizenzierung sämtlicher in der ursprünglichen Fassung der Serie verwendeten Musikstücke.
In den USA, Kanada (NTSC-Version) und Großbritannien (PAL-Version) ist die englischsprachige Originalversion der Serie mittlerweile in sechs Staffeln komplett erschienen. Im Vergleich zur deutschen Fassung lagen hier die Tonspuren mit den Dialogen bzw. der Musik getrennt vor, sodass einige ursprünglich in der Fernsehfassung der Serie verwendete Musikstücke für die DVD-Veröffentlichung durch neue ersetzt wurden.
Anlässlich des 25-jährigen Jubiläums der Serie sind im Dezember 2015 alle sechs Staffeln in der deutschen Originalversion auf DVD in einer auf 3.000 Exemplare limitierten Box mit 28 DVDs erschienen. Im Oktober 2016 erschien die Serie auch in einer unlimitierten DVD-Box und 2020 auf 5 Blu-ray Discs in DVD-Qualität (SD on Blu-Ray). Seit Juli 2021 ist die Serie in Deutschland im echten HD auf Blu-ray erhältlich, in einer limitierten Auflage von 1500 Exemplaren. Die deutschen Komplettausgaben auf DVD und Blu-ray besitzen die unveränderte Originalmusik sowohl bei der deutschen als auch bei der englischen Fassung.